# (4204) Barsig
(4204) Barsig es un asteroide que forma parte del cinturón de asteroides y fue descubierto por Carolyn Jean S. Shoemaker desde el observatorio del Monte Palomar, Estados Unidos, el 11 de mayo de 1985.

## Designación y nombre
Barsig fue designado al principio como 1985 JG1.
Más tarde, en 1991, se nombró en honor de Walter Barsig.

## Características orbitales
Barsig está situado a una distancia media del Sol de 2,269 ua, pudiendo acercarse hasta 2,074 ua y alejarse hasta 2,463 ua. Su inclinación orbital es 3,816 grados y la excentricidad 0,08583. Emplea 1248 días en completar una órbita alrededor del Sol.

## Características físicas
La magnitud absoluta de Barsig es 13,1 y el periodo de rotación de 2,266 horas.